# Aire d'attraction de Chablis
L'aire d'attraction de Chablis est un zonage d'étude défini par l'Insee pour caractériser l’influence de la commune de Chablis sur les communes environnantes.

### Carte

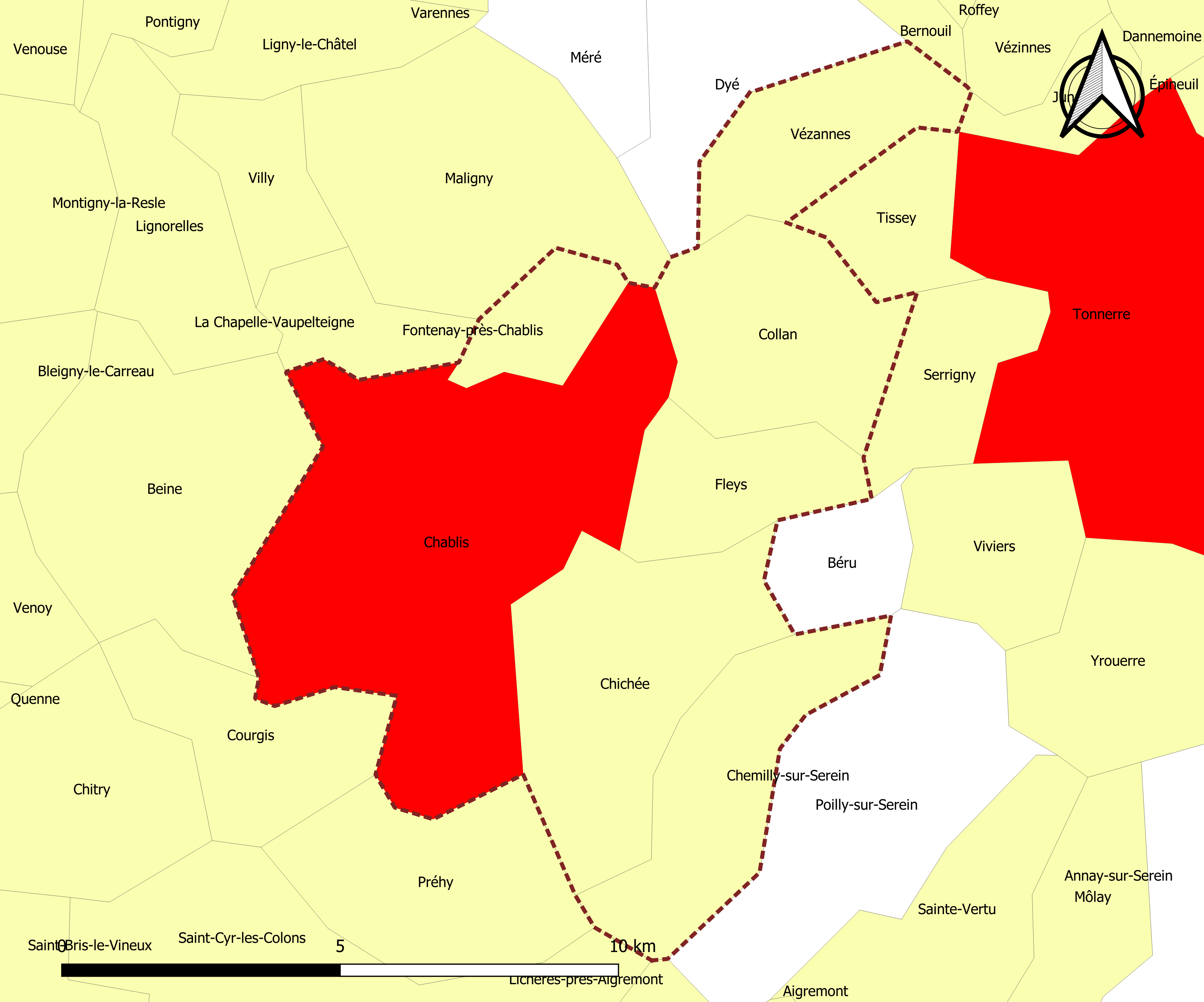
Carte de l'aire d'attraction de Chablis.
Commune-centre
Commune de la couronne

## Définition
L'aire d'attraction d'une ville est composée d’un pôle, défini à partir de critères de population et d’emploi ainsi que d’une couronne constituée des communes dont au moins 15 % des actifs travaillent dans le pôle. Le pôle d’attraction constitue ainsi un point de convergence des déplacements domicile-travail,.

## Géographie
L’aire d'attraction de Chablis est une aire intra-départementale qui comporte 7 communes dans l'Yonne. 

### Composition communale
| Nom                      | Code Insee | Département | Statut                 | Superficie (km2) | Population (dernière pop. légale) | Densité (hab./km2) | Modifier                                    |
| ------------------------ | ---------- | ----------- | ---------------------- | ---------------- | --------------------------------- | ------------------ | ------------------------------------------- |
| Chablis (commune-centre) | 89068      | Yonne       | commune-centre         | 38,83            | 2 151 (2022)                      | 55                 | modifier les données · modifier les données |
| Chemilly-sur-Serein      | 89095      | Yonne       | commune de la couronne | 13,00            | 134 (2022)                        | 10                 | modifier les données · modifier les données |
| Chichée                  | 89104      | Yonne       | commune de la couronne | 18,78            | 299 (2022)                        | 16                 | modifier les données · modifier les données |
| Collan                   | 89112      | Yonne       | commune de la couronne | 13,16            | 156 (2022)                        | 12                 | modifier les données · modifier les données |
| Fleys                    | 89168      | Yonne       | commune de la couronne | 8,17             | 175 (2022)                        | 21                 | modifier les données · modifier les données |
| Fontenay-près-Chablis    | 89175      | Yonne       | commune de la couronne | 5,05             | 136 (2022)                        | 27                 | modifier les données · modifier les données |
| Vézannes                 | 89445      | Yonne       | commune de la couronne | 9,01             | 52 (2022)                         | 5,8                | modifier les données · modifier les données |

## Démographie
Cette aire est catégorisée dans les aires de moins de 50 000 habitants, une catégorie qui regroupe 12,2 % de la population au niveau national.